# Bleed Together
Singles de Soundgarden
Ty Cobb Been Away Too Long
Bleed Together est une chanson du groupe grunge Soundgarden. Ce fut le dernier single sorti par le groupe, après leur séparation en avril 1997. 